# Atractosteus tropicus
Atractosteus tropicus – gatunek ryby z rodziny niszczukowatych (Lepisosteiformes). Ma niewielkie znaczenie gospodarcze.

## Występowanie
Rzeki i jeziora Ameryki Środkowej.

## Opis
Ciało silnie wydłużone pokryte łuskami ganoidalnymi. Osiąga 1,25 m długości. Ryba drapieżna, żywi się rybami i skorupiakami. Ikra jest trująca.